# Acalypha friesii
Acalypha friesii är en törelväxtart som beskrevs av Ferdinand Albin Pax och Käthe Hoffmann. Acalypha friesii ingår i släktet akalyfor, och familjen törelväxter. Inga underarter finns listade i Catalogue of Life.